# Qarchi Gak
Qarchi Gak är en ort i Afghanistan. Den ligger i provinsen Balkh och distriktet Dawlat Abad, i den norra delen av landet, 300 kilometer nordväst om huvudstaden Kabul. Antalet invånare är 8 942.